# ブロックベリークリエイティブ
ブロックベリークリエイティブ（Blockberry Creative、블록베리 크리에이티브）は、韓国の芸能事務所である。2016年3月22日に設立。Polarisエンターテインメントの完全子会社である。
今月の少女（LOONA）および全グループ内ユニット「1/3」「ODD EYE CIRCLE」「yyxy」、Wonder Girlsの元メンバー・ソネが所属している。

## 沿革
- 2016年3月22日、Polarisエンターテインメントの完全子会社レーベルとして設立された[4]。
- 2016年10月2日、ガールズ・グループプロジェクト「今月の少女（LOONA）」を開始することを発表し[5]、2016年9月から原則として毎月1人ずつのペースで新しいメンバーを公開し、各メンバーによるソロ活動や2～4人前後のグループ内ユニットでの活動をした。同年12月にはボーイズ・グループ「8x8x8」のデビューを発表した。 2018年8月8日にデビューすることに由来する名前で2017年1月からオーディションを実施し、グループのラインナップを決定すると発表した。しかし、「8×8×8」のラインナップに選ばれた練習生たちは8Dクリエイティブに移籍し、2019年5月24日にOnlyOneOfとしてデビューしている。
- 2018年8月、今月の少女が完全体としてデビュー。
- 2022年2月、Wonder Girlsの元メンバー・ソネと契約を結んだ[6]。同年3月16日、ボーイズ・グループプロジェクト「今月の少年」を開始することを発表[7]。

2023年ごろからは、今月の少女メンバーとの契約トラブルにより、同社は事実上の休眠状態である。

## 過去の所属アーティスト

### グループ
- 今月の少女（LOONA）
  - 今月の少女（LOONA）1/3
  - 今月の少女（LOONA）ODD EYE CIRCLE
  - 今月の少女（LOONA）yyxy

### 歌手
- チュウ（今月の少女（LOONA）、2017年 - 2022年）
- ソネ（2022年 - 2023年）